# Enikő
Enikő est un prénom hongrois féminin.

## Personnalités portant ce prénom
- Enikő Eszenyi (1961-), actrice hongroise
- Enikő Győri (1968-), femme politique hongroise
- Enikő Somorjai (1981-), danseuse hongroise
- Enikő Tóth (1985-), footballeuse hongroise